# Скомлін
Скомлін (пол. Skomlin) — село в Польщі, у гміні Скомлін Велюнського повіту Лодзинського воєводства.
Населення — 1595 осіб (2011).
У 1975-1998 роках село належало до Серадзького воєводства.

## Демографія
Демографічна структура станом на 31 березня 2011 року:
|          | Загалом | Допрацездатний вік | Працездатний вік | Постпрацездатний вік |
| -------- | ------- | ------------------ | ---------------- | -------------------- |
| Чоловіки | 787     | 189                | 548              | 50                   |
| Жінки    | 808     | 182                | 468              | 158                  |
| Разом    | 1595    | 371                | 1016             | 208                  |